# Kirsty Gilmour
Kirsty Gilmour (Bellshill, 21 de septiembre de 1993) es una deportista británica que compite en bádminton para Escocia en la modalidad individual. Es abiertamente lesbiana.
Ganó seis medallas en el Campeonato Europeo de Bádminton entre los años 2016 y 2025. En los Juegos Europeos obtuvo dos medallas, plata en Minsk 2019 y bronce en Cracovia 2023.

## Palmarés internacional
| Representando al Reino Unido |                            |                   |            |
| Juegos Europeos              |                            |                   |            |
| Año                          | Lugar                      | Medalla           | Prueba     |
| 2019                         | Minsk (Bielorrusia)        | Medalla de plata  | Individual |
| 2023                         | Tarnów (Polonia)           | Medalla de bronce | Individual |
| Representando a Escocia      |                            |                   |            |
| Campeonato Europeo           |                            |                   |            |
| Año                          | Lugar                      | Medalla           | Prueba     |
| 2016                         | La Roche-sur-Yon (Francia) | Medalla de plata  | Individual |
| 2017                         | Kolding (Dinamarca)        | Medalla de plata  | Individual |
| 2021                         | Kiev (Ucrania)             | Medalla de bronce | Individual |
| 2022                         | Madrid (España)            | Medalla de plata  | Individual |
| 2024                         | Saarbrücken (Alemania)     | Medalla de plata  | Individual |
| 2025                         | Horsens (Dinamarca)        | Medalla de plata  | Individual |